# César Mercado (Leichtathlet)
César Mercado (* 25. Oktober 1959) ist ein ehemaliger puerto-ricanischer Marathonläufer.
1983 gewann er Silber bei den Panamerikanischen Spielen in Caracas, und 1984 kam er bei den Olympischen Spielen in Los Angeles auf den 31. Platz. 1985 wurde er Sechster beim San-Blas-Halbmarathon.
Jeweils Silber gewann er im Halbmarathon der Leichtathletik-Zentralamerika- und Karibikmeisterschaften 1989 und beim Marathon der Zentralamerika- und Karibikspiele 1990.

## Persönliche Bestzeiten
- Halbmarathon: 1:06:19 h, 3. Februar 1985, Coamo
- Marathon: 2:17:31 h, 1982